# Wesley Kreder
Wesley Kreder (Leiden, 4 de novembre de 1990) és un ciclista neerlandès, professional des del 2012 i fins al 2023. Els seus cosins Michel i Raymond també són ciclistes professionals.

## Palmarès
- 2008
  - Vencedor d'una etapa del Trofeu Centre Morbihan
- 2012
  - 1r al Tour de Vendée
- 2016
  - Vencedor d'una etapa al Ster ZLM Toer

### Resultats al Giro d'Itàlia
- 2021. 128è de la classificació general
- 2022. 139è de la classificació general